# 벤 로이드휴스
벤 로이드휴스(영어: Ben Lloyd-Hughes, 1988년 4월 14일 ~ )는 잉글랜드의 배우이다.

## 출연 작품
- 아이히만 쇼 - 알렌 로젠탈 역
- 미 비포 유 - 루퍼트 역
- 달링 - 돈 맥퀸 박사 역
- 더 문 앤 더 선
- 침묵의 비명 - 잭슨 역
- 허쉬